# My Dear Stardust
My Dear Stardust（マイディアスターダスト）は、ゲームDEARDROPSに登場する架空のバンド『DEARDROPS』のインディーズファーストアルバム。

## 概要
前作、STRAIGHTでは出来なかったアレンジを施した楽曲を収録している。
コミックマーケット78および通信販売、メロンブックスでの委託販売のみ販売。

## スタッフ
- サウンドプロデューサー：milktub
- プロデューサー：bamboo（OVERDRIVE）
- 原画：藤丸

## 収録曲
1. My dear stardust
歌・作詞・作曲・編曲：DEARDROPS
ゲーム「DEARDROPS」の挿入歌
2. On my beat
歌・作詞・作曲・編曲：DEARDROPS
ゲーム「DEARDROPS」のヒロイン、珠野りむエンディング曲
3. No music,No future
歌・作詞・作曲・編曲：DEARDROPS
ゲーム「DEARDROPS」の挿入歌
アレンジはなされていない。
4. Be loud!
歌・作詞・作曲・編曲：DEARDROPS
ゲーム「DEARDROPS」のヒロイン、大場弥生エンディング曲
5. Not For Sale
歌・作詞・作曲・編曲：DEARDROPS
新曲
6. Anytime, Anywhere
歌・作詞・作曲・編曲：DEARDROPS
ゲーム「DEARDROPS」の挿入歌
7. Natural Born Challengers→
歌・作詞・作曲・編曲：DEARDROPS
新曲
8. Noisy スイートホーム
歌・作詞・作曲・編曲：DEARDROPS
ゲーム「DEARDROPS」のヒロイン、芳谷律穂エンディング曲
9. 希望の旋律
歌・作詞・作曲・編曲：DEARDROPS
ゲーム「DEARDROPS」のオープニング曲
アレンジはなされていない。